# 絲鰭兔鮡
絲鰭兔鮡，為輻鰭魚綱鯰形目骨鮡科的其中一種，為熱帶淡水魚類，分布於亞洲緬甸及泰國淡水流域，體長可達5公分，棲息在底層水域，生活習性不明。